# Salmonellose der Rinder
Die Salmonellose der Rinder ist eine durch Salmonellen hervorgerufene bakterielle Infektionskrankheit bei Rindern. Sie ist die einzige Salmonellose bei Tieren, die in Deutschland zu den anzeigepflichtigen Tierseuchen gehört.

## Ätiologie und Pathogenese
Die Rindersalmonellose wird durch verschiedene Salmonellen verursacht. Am häufigsten werden Salmonella typhimurium und Salmonella dublin beobachtet. Während S. typhimurium bei allen Säugetieren vorkommt, ist S. dublin eher rinderspezifisch.
Der Erreger wird bei einer akuten Rindersalmonellose in großer Zahl über den Kot, den Urin, Lochien und Milch ausgeschieden, bei subklinisch erkrankten Tieren oder Dauerausscheidern jedoch nur sporadisch und in geringerer Menge über den Kot.
Die Infektion erfolgt durch orale Aufnahme kontaminierten Futters oder Wassers. Der Erreger besiedelt den Darm, die Leber und Gallenblase sowie die Lymphknoten des Darms und der Leber. Eine Erkrankung kann unter Umständen erst durch die körpereigene Abwehr herabsetzende Faktoren wie Stress, Leberegelbefall, Trächtigkeit, Geburt oder andere Infektionskrankheiten klinisch manifest werden. Tiere, die die Krankheit überstehen, bleiben zumeist Dauerausscheider.

## Klinisches Bild
Die Rindersalmonellose tritt zumeist als Einzeltiererkrankung in verseuchten Beständen auf. Sie kann in drei Verlaufsformen auftreten.
Die perakute (septikämische) Form ist durch hohes Fieber, Apathie und Fressunlust gekennzeichnet und führt binnen eines Tages zum Tod.
Die akute Form ist durch hohes Fieber und schwerem Durchfall mit Blut- und Fibrinbeimengungen gekennzeichnet. Sie endet nach etwa einer Woche durch zunehmenden Kräftezerfall tödlich.
Selten werden auch chronische Rindersalmonellosen beobachtet. Hier können Durchfall, Fehlgeburten, Gelenks-, Sehnenscheiden- oder Euterentzündungen auftreten.
Die Salmonellose bei Kälbern wird durch dieselben Erreger hervorgerufen und tritt hauptsächlich in der 2. bis 6. Lebenswoche auf. Sie kann perakut wie bei erwachsenen Rindern auftreten, endet aber nur in etwa einem Viertel der Fälle tödlich, oder auch milder verlaufen. In letzterem Fall treten nur mäßiges Fieber, Fressunlust und Apathie auf. Die Erkrankung heilt bei Kälbern nach etwa zwei Wochen aus, die Tiere bleiben aber im Regelfall Dauerausscheider.

## Diagnose
Die klinische Verdachtsdiagnose muss durch eine bakteriologische Untersuchung (BU) gesichert werden. Bei Schlachtungen salmonelloseverdächtiger Tiere ist durch das Fleischbeschaugesetz ebenfalls eine BU vorgeschrieben. Serologische Untersuchungen können für die Bestandssanierung herangezogen werden.
Differentialdiagnostisch sind Bovine Virusdiarrhoe, Paratuberkulose, Kokzidiose und Nematodenbefall zu berücksichtigen.

## Bekämpfung
Die Salmonellose ist durch Antibiotika behandelbar, die Tiere bleiben aber zumeist Ausscheider.
Zur Bekämpfung gilt in Deutschland die Rinder-Salmonellose-Verordnung. Da in Deutschland eine Sanierung der Bestände angestrebt wird, ist die Tierseuche anzeigepflichtig und es wird durch Keulung erkrankter Tiere versucht, eine Salmonellosefreiheit zu erzielen.